# 폴리스타이렌

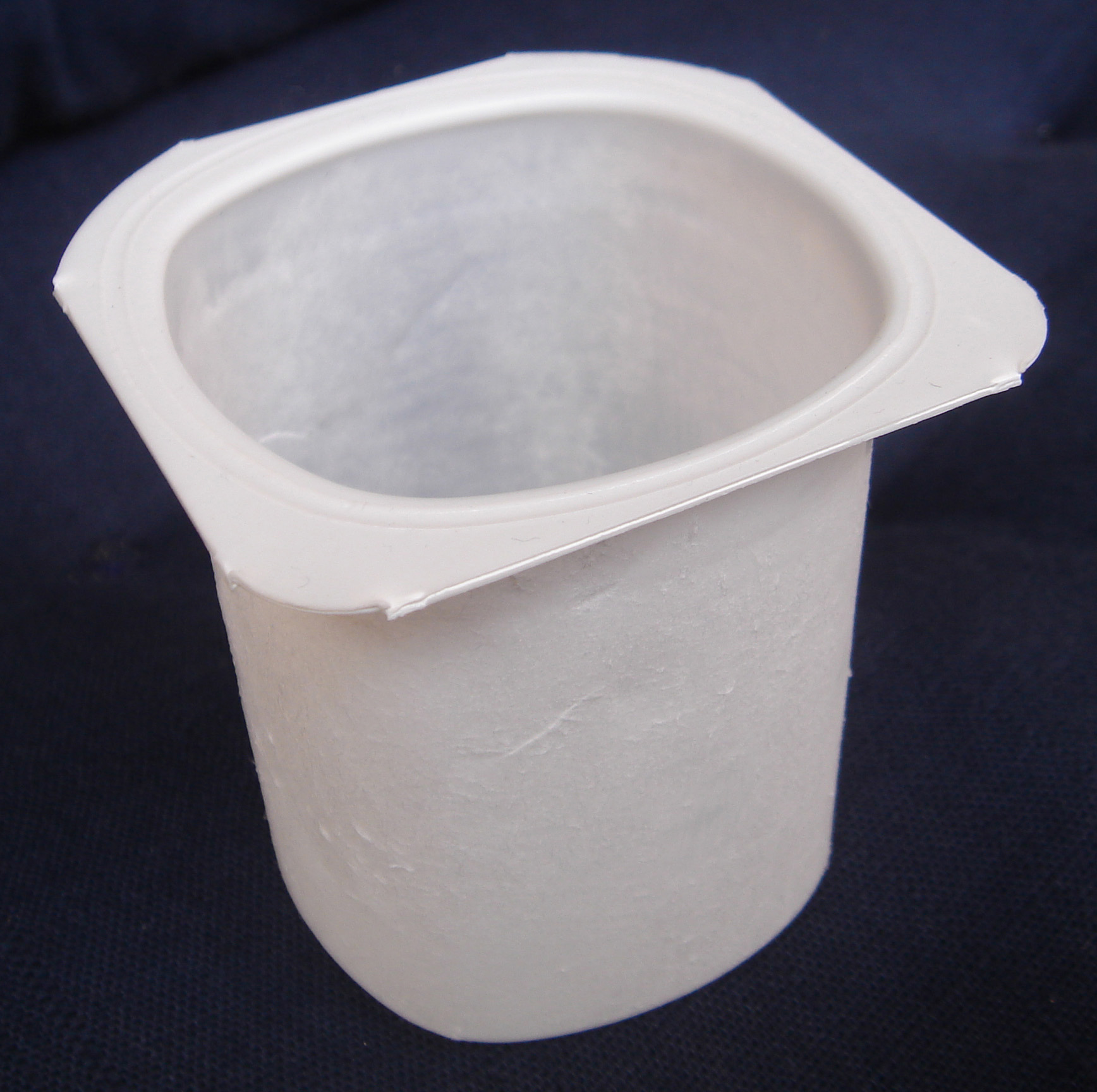
폴리스타이렌 요구르트 용기

폴리스타이렌(영어: polystyrene), 폴리스티렌 또는 폴리스티롤(영어: polystyrol)은 열가소성 플라스틱의 하나로 가볍고, 맛과 냄새가 없다. 생활 용품, 장난감, 전기절연체, 라디오, 텔레비전 케이스, 포장재 등에 사용한다.
폴리스타이렌은 취성이 있어 단독으로 사용되는 경우는 거의 없고 다른 중합체와 혼합해서 사용하는 경우가 많다. 부타디엔 고무(butadiene rubber)를 섞어서 SBR, SBS, HIPS 등으로 사용된다.

## 같이 보기
- 플라스틱
- 폴리에틸렌
- 폴리프로필렌
- 스티로폼
- 스타이렌
- 빨대

## 참고 자료
- 이 문서에는 다음커뮤니케이션(현 카카오)에서 GFDL 또는 CC-SA 라이선스로 배포한 글로벌 세계대백과사전의 내용을 기초로 작성된 글이 포함되어 있습니다.

1. ↑  Wunsch, J.R. (2000). 《Polystyrene – Synthesis, Production and Applications》. iSmithers Rapra Publishing. 15쪽. ISBN 978-1-85957-191-0. 2012년 7월 25일에 확인함.
2. ↑  Wypych, George (2012). 〈PS polystyrene〉. 《Handbook of Polymers》. 541–7쪽. doi:10.1016/B978-1-895198-47-8.50162-4. ISBN 978-1-895198-47-8.
3. ↑  Haynes 2011.
4. ↑  Haynes 2011, 13–17쪽.